# Patrick Revelli
Patrick Revelli (ur. 22 czerwca 1951 w Mimet koło Marsylii) – francuski piłkarz, zawodowy do 1984 roku, grający na pozycji wszechstronnego napastnika. Spędził całą swoją karierę jako zawodnik w ligach francuskich, a zwłaszcza brał udział w zwycięstwach AS Saint-Étienne. Po zakończeniu kariery zawodniczej podjął karierę trenerską. Angażował się w stowarzyszenia i politycznie.
Urodził się w Mimet, małej wiosce niedaleko Marsylii, w rodzinie górników. Zaczął pracować w wieku czternastu lat jako mechanik w warsztacie samochodowym w Gardanne.
Przybył do Saint-Étienne w wieku siedemnastu lat. Dwa lata później, w 1970 roku, wygrał Coupe Gambardella i strzelił gola w finale z rywalem Olympique Lyonnais.
„Gaulois”, jak go nazywano ze względu na imponujące wąsy, przez prawie dziesięć lat był jednym z czołowych Zielonych z Saint-Étienne.
Grał w FC Sochaux od 1978 do 1982 roku, gdzie odnalazł drugą młodość, pozwalając klubowi odgrywać czołowe role w ekstraklasie i przeżywać piękne wieczory w europejskich pucharach.
Od 1982 do 1984 grał w AS Cannes, gdzie zakończył karierę jako zawodowy piłkarz. Następnie dołączył do amatorów w klubie Indépendante Pont-Saint-Esprit. Grał tam przez dwa sezony u boku Christiana Sarramagny, swojego byłego kolegi z drużyny AS Saint-Étienne.

Młodszy brat napastnika Hervé Revelliego.